# Edersleben
Edersleben là một đô thị thuộc huyện Mansfeld-Südharz, Sachsen-Anhalt, Đức. Đô thị Edersleben có diện tích 9,05 km², dân số thời điểm ngày 31 tháng 12 năm 2006 là 1145 người.